# Peter Nicholas (regatista)
Peter Owen Nicholas (Taupo, 21 de agosto de 1963) es un deportista neozelandés que compitió en vela en la clase 470.
Ganó una medalla de oro en el Campeonato Mundial de 470 de 2002.

## Palmarés internacional
| \| Campeonato Mundial \| Campeonato Mundial \| Campeonato Mundial \| Campeonato Mundial \| \| Año \| Lugar \| Medalla \| Clase \| \| ------------------ \| ------------------ \| ------------------ \| ------------------ \| \| 2002 \| Cagliari (Italia) \| Medalla de oro \| 470 \| |                   |                |       |
| Campeonato Mundial |                   |                |       |
| Año | Lugar             | Medalla        | Clase |
| 2002 | Cagliari (Italia) | Medalla de oro | 470   |